# Janusz Różycki
Janusz Różycki   (Varsòvia, 10 de maig de 1939) és un tirador d'esgrima polonès, ja retirat, especialista en floret, que va competir durant la dècada de 1960.
El 1960 va prendre part en els Jocs Olímpics d'Estiu de Roma, on va disputar, sense sort, dues proves del programa d'esgrima. Quatre anys més tard, als Jocs de Tòquio, va guanyar la medalla de plata en la prova de floret per equips del programa d'esgrima.
En el seu palmarès també destaquen sis medalles al Campionat del Món d'esgrima, dues de plata i quatre de bronze, entre les edicions de 1961 i 1967. També guanyà dues medalles d'or a les Universíades de 1963. A nivell nacional guanyà el campionat de Polònia de floret de 1960, així com set campionats per equips.